# Německo na Zimních olympijských hrách 1932
Německo na Zimních olympijských hrách v roce 1932 reprezentovala výprava 20 sportovců (20 mužů a 0 žen) v 3 sportech.

## Medailisté
| Medaile | Jméno | Sport       | Soutěž      |
| ------- | --- | ----------- | ----------- |
| Bronz   | Hanns Kilian Max Ludwig Hans Mehlhorn Sebastian Huber                                                                                            | Boby        | Čtyřbob     |
| Bronz   | Rudi Ball Alfred Heinrich Erich Herker Gustav Jaenecke Werner Korff Walter Leinweber Erich Römer Martin Schröttle Marquardt Slevogt Georg Strobl | Lední hokej | Turnaj mužů |